# Carmen Salinas
Carmen Salinas Lozano (ur. 5 października 1933, zm. 9 grudnia 2021) – meksykańska aktorka teatralna i telewizyjna. Polityk Partii Rewolucyjno-Instytucjonalnej.

## Filmografia
- 1992: María Mercedes
- 1995: Maria z przedmieścia jako Agripina Perez
- 1996: Płonąca pochodnia jako Doña Camila de Foncerrada
- 1998: Paloma jako Mamá Pachis
- 2000: W niewoli uczuć jako Celia Ramos
- 2002: Miłość i nienawiść
- 2003: Biały welon jako Malvina Gonzales
- 2010: Triumf miłości jako Dona Milagros Robles Martinez
- 2012: Porque el amor manda jako  Luisa "Chatita" Herrera
- 2014: Mi corazón es tuyo jako Yolanda De Castro Vda. de Vázquez
- 2018–2019: Mi marido tiene familia (drugi sezon) jako Crisanta Díaz de Córcega

## Nagrody i nominacje

### Premios TVyNovelas
| Rok  | Kategoria                         | Telenowela                     | Wynik     |
| ---- | --------------------------------- | ------------------------------ | --------- |
| 2012 | Najlepsza aktorka pierwszoplanowa | Triumf miłości                 | Nominacja |
| 2010 | Najlepsza aktorka pierwszoplanowa | Hasta que el dinero nos separe | Nominacja |
| 2001 | Najlepsza aktorka drugoplanowa    | W niewoli uczuć                | Nominacja |
| 1996 | Najlepsza aktorka drugoplanowa    | Maria z przedmieścia           | Nominacja |
| 1993 | Najlepsza aktorka drugoplanowa    | María Mercedes                 | Nominacja |

### Premios Calendario de Oro
| Rok  | Kategoria       | Wynik   |
| ---- | --------------- | ------- |
| 2007 | Wiekowa gwiazda | Wygrana |